# كأس البرتغال 1940–41
كأس البرتغال 1940–41 (بالبرتغالية: Taça de Portugal de 1940–41) هو الموسم 3 من كأس البرتغال. كان عدد الأندية المشاركة فيه 15، وفاز فيه سبورتينغ لشبونة.